# ACEC Gent

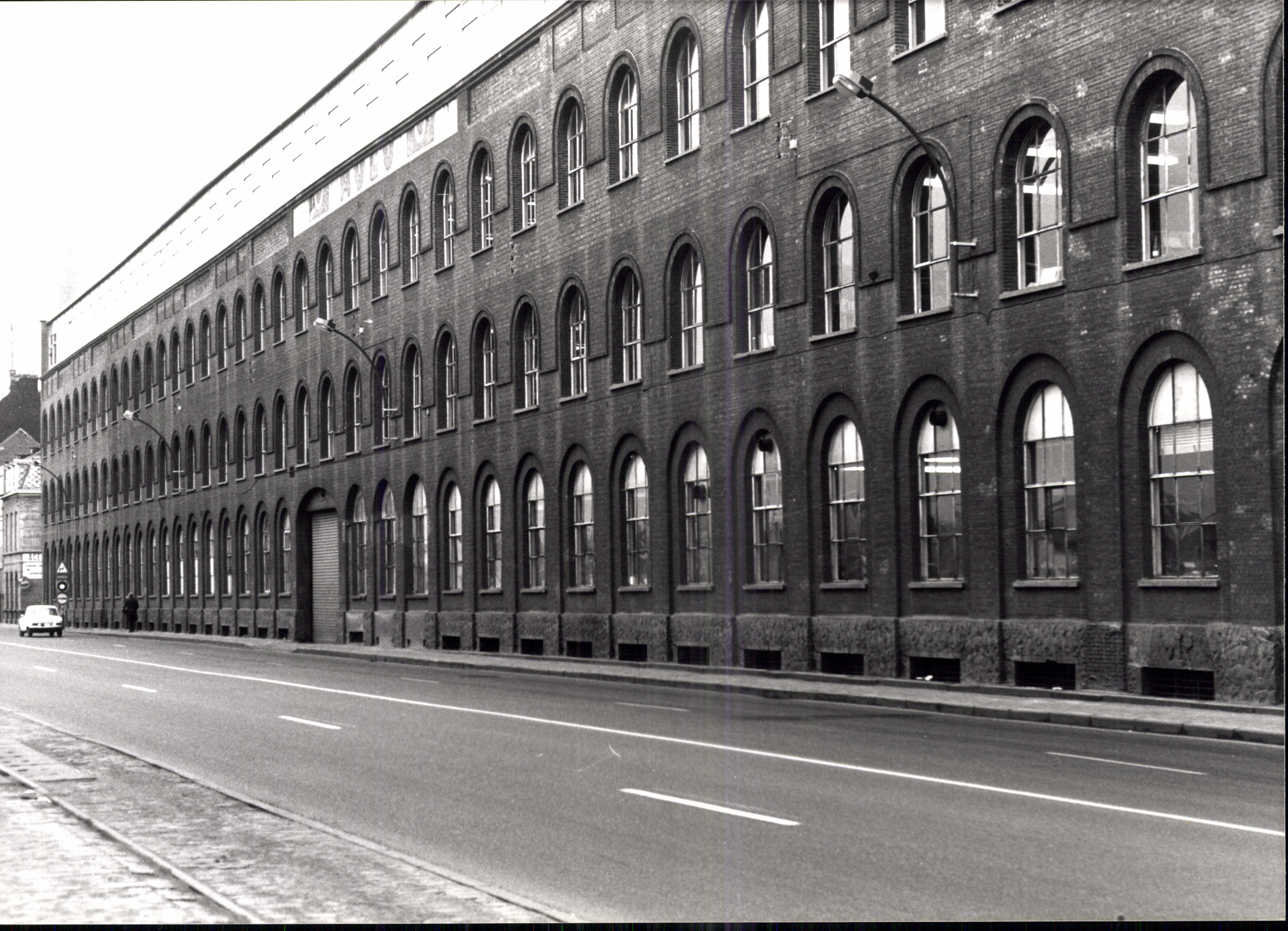
Zicht op de Gentse ACEC site vanaf Dok Noord in 1978.

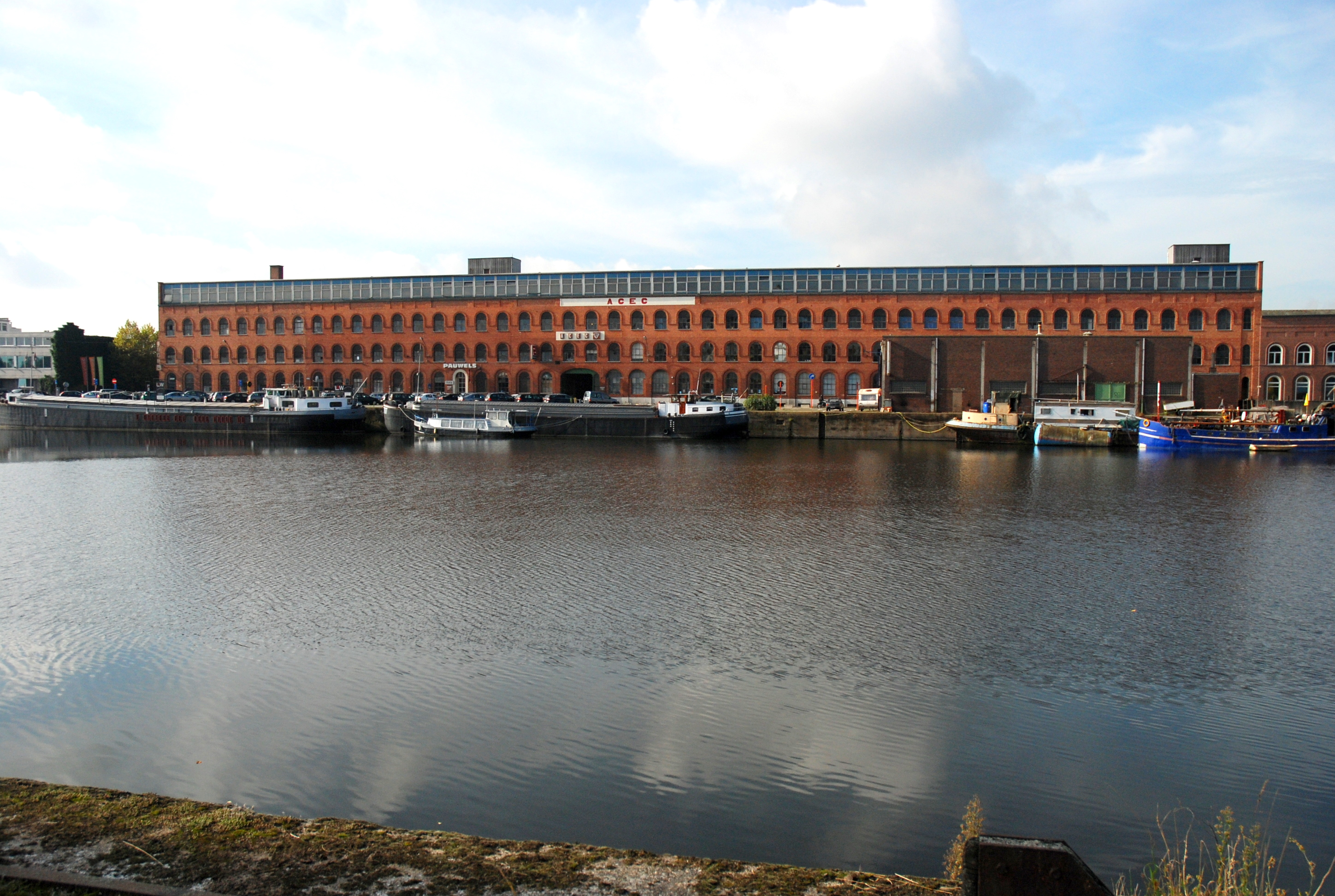
Zicht op de Gentse ACEC site vanaf het Handelsdok in 2008, nog voor de reconversie tot het winkelcomplex Dok Noord.

ACEC Gent was een vestiging van het Belgische elektromechanicabedrijf Ateliers de Constructions Électriques de Charleroi (ACEC) met hoofdzetel in Charleroi. De Gentse productiesite (ACEC en voorgangers) was actief van 1834 tot 2004 en hield zich bezig met de bouw van motoren en machines. Het bedrijf was gevestigd aan Dok-Noord (de Gentse stadsring) en strekte zich uit tot de Sassevaartstraat en de Sint-Salvatorstraat.
Op het hoogtepunt in de jaren 1950 werkten er zo'n 2500 mensen in het bedrijf, toen nog SEM.
Meteen na het stopzetten van de industriële activiteiten in 2005 werden plannen gemaakt voor de herbestemming van de site. Onder de naam Dok Noord zijn er sinds 2016 tal van winkels, horecazaken en bedrijven gevestigd, maar ook woningen (appartementen en lofts). Een gedeelte van de oorspronkelijke gebouwen is gerenoveerd, aangevuld met nieuwbouw. De nieuwe straten en pleinen binnen het complex verwijzen met hun namen naar de vroegere functies van de bedrijven die er gevestigd waren. 

## Bedrijfshistoriek
De geschiedenis van de Gentse ACEC-vestiging start in 1862, wanneer Charles Louis Carels zijn constructiewerkplaats naar de site aan Dok-Noord overbrengt. De firma Carels specialiseerde zich in de bouw van stoommachines en later dieselmotoren.
Carels werd in 1920 opgekocht door de Compagnie Française pour l’Exploitation des Procédés Thomson-Houston en het Amerikaanse International General Electric. Zij vormden Carels om tot de Société d’Electricité et de Mécanique (SEM). Het productieaanbod werd meteen gediversifieerd en er kwam een afdeling voor de bouw van elektrische installaties.
In 1934 nam SEM de werkhuizen over van Van den Kerchhove, een andere grote Gentse machinebouwer.
SEM speelde een belangrijke rol in de wederopbouw van België na de Tweede Wereldoorlog. Het produceerde onder andere dieselmotoren voor de scheepvaart, extractiemateriaal voor koolmijnen en droeg bij aan de modernisering van het Belgische spoorwegennet.
SEM ging in 1961 op in ACEC, de producent van elektrisch schakelmaterieel uit Charleroi. De productie in Gent richtte zich vanaf dan meer en meer op de productie van transformatoren. 
In de jaren 1980 leed ACEC onder de teloorgang van de Belgische scheepsbouw. In 1986 werd de Gentse ACEC-vestiging door het moederbedrijf afgestoten. Ze werd overgenomen door Pauwels Trafo, die de bouw van transformatoren in Gent nog tot 2005 volhield. Sindsdien is het doek definitief gevallen over de industriële activiteiten op de site.

## Galerij

Binnenzichten van de Gentse ACEC-site in 1978
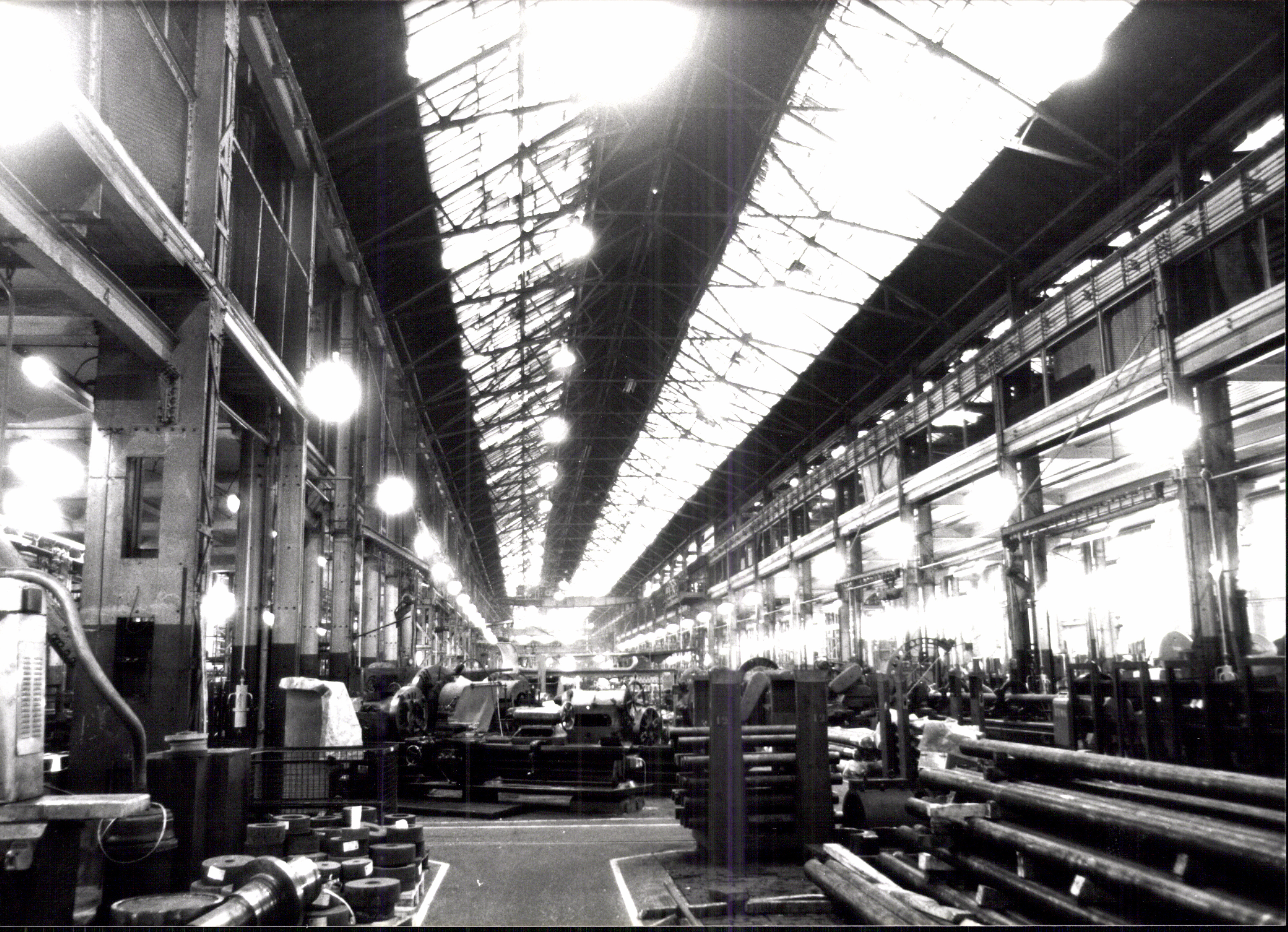
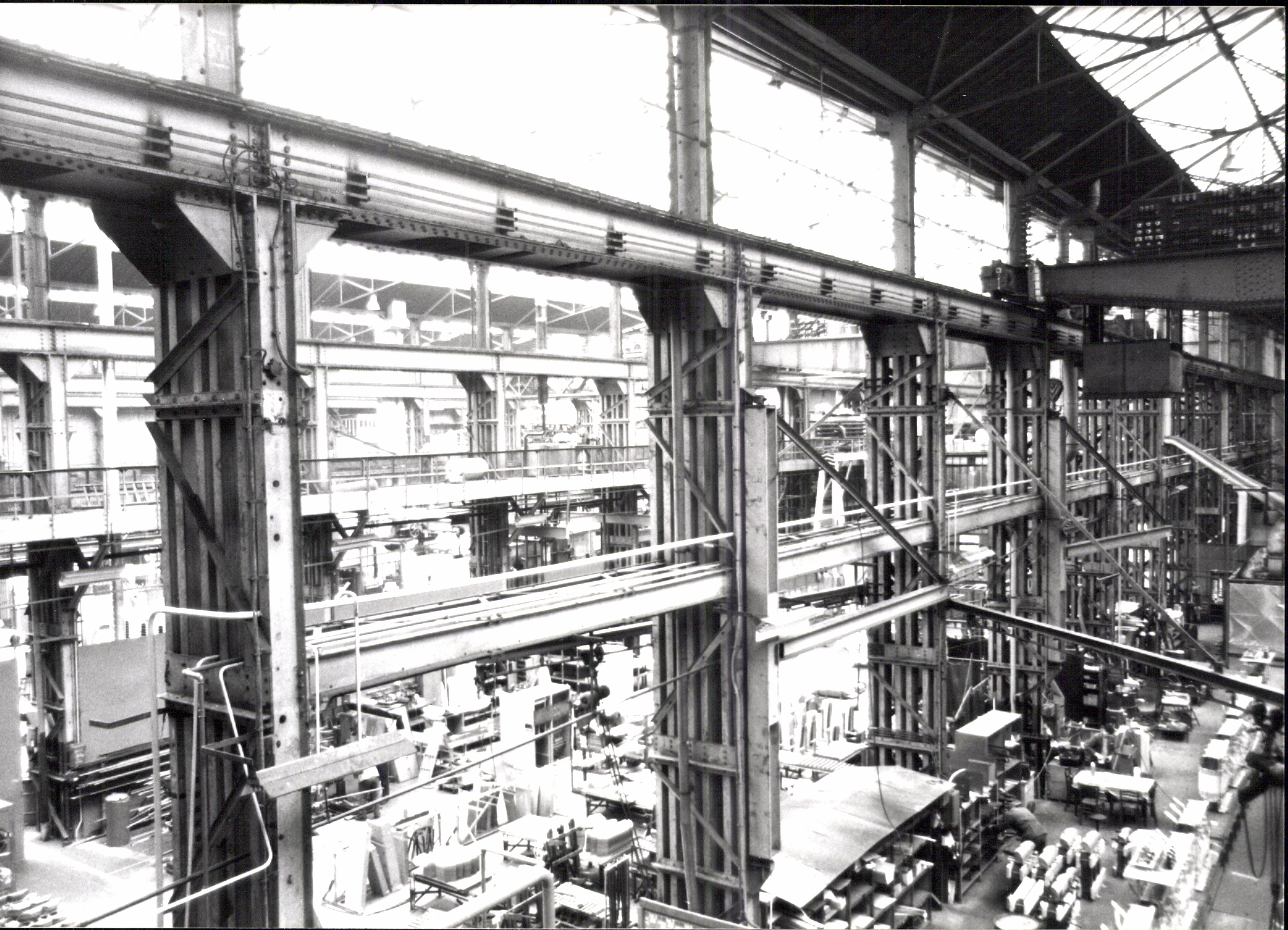
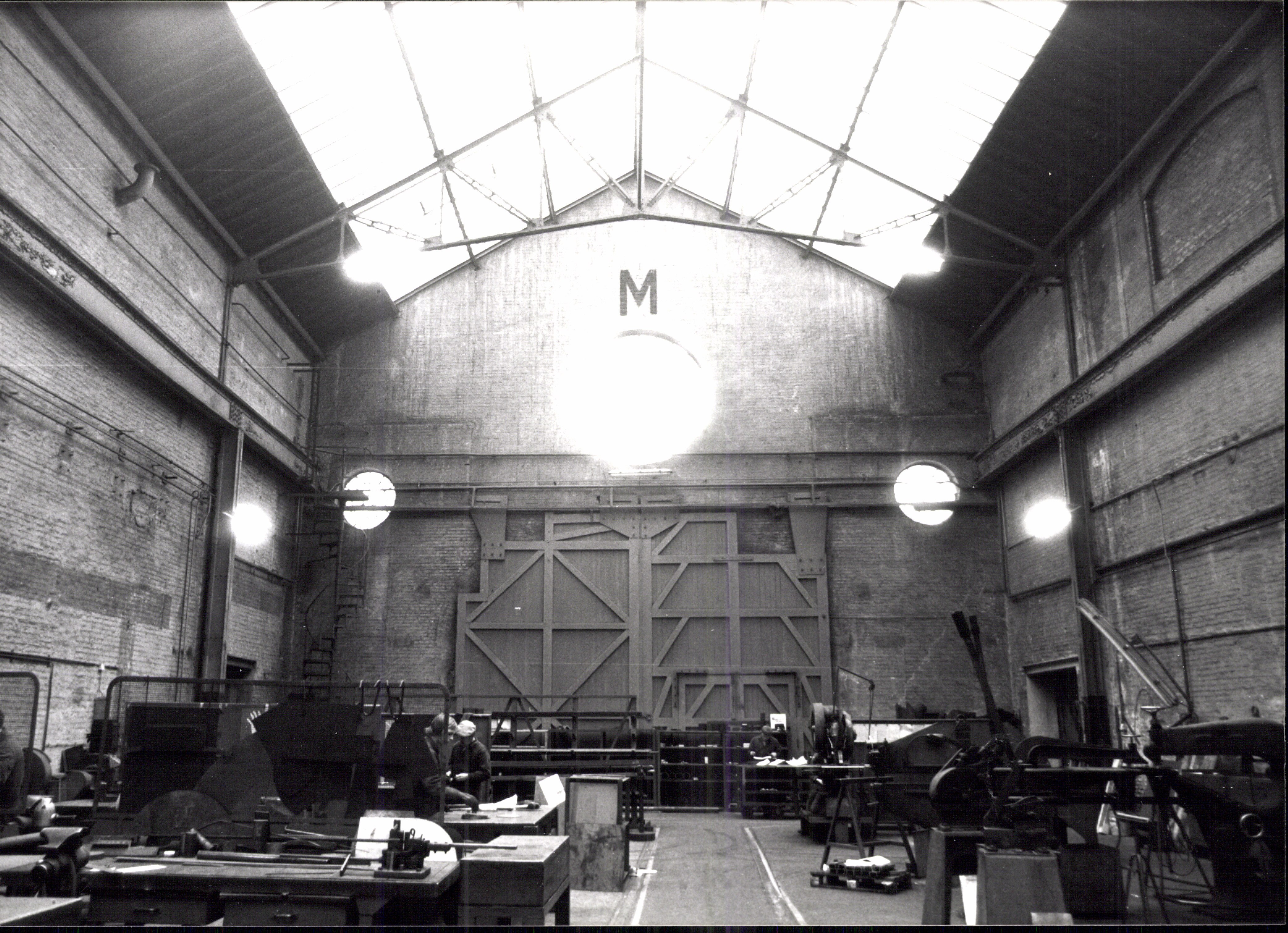
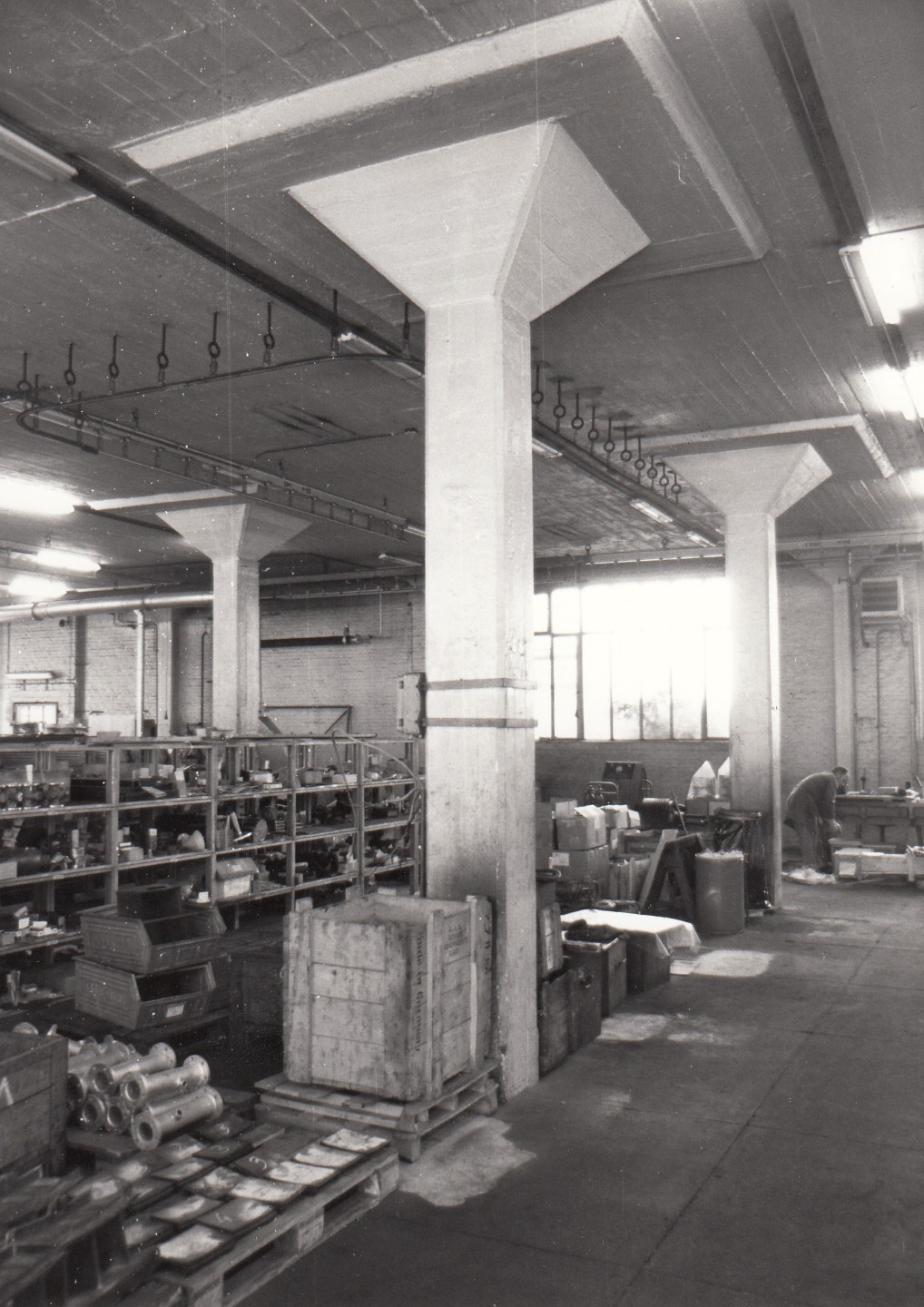
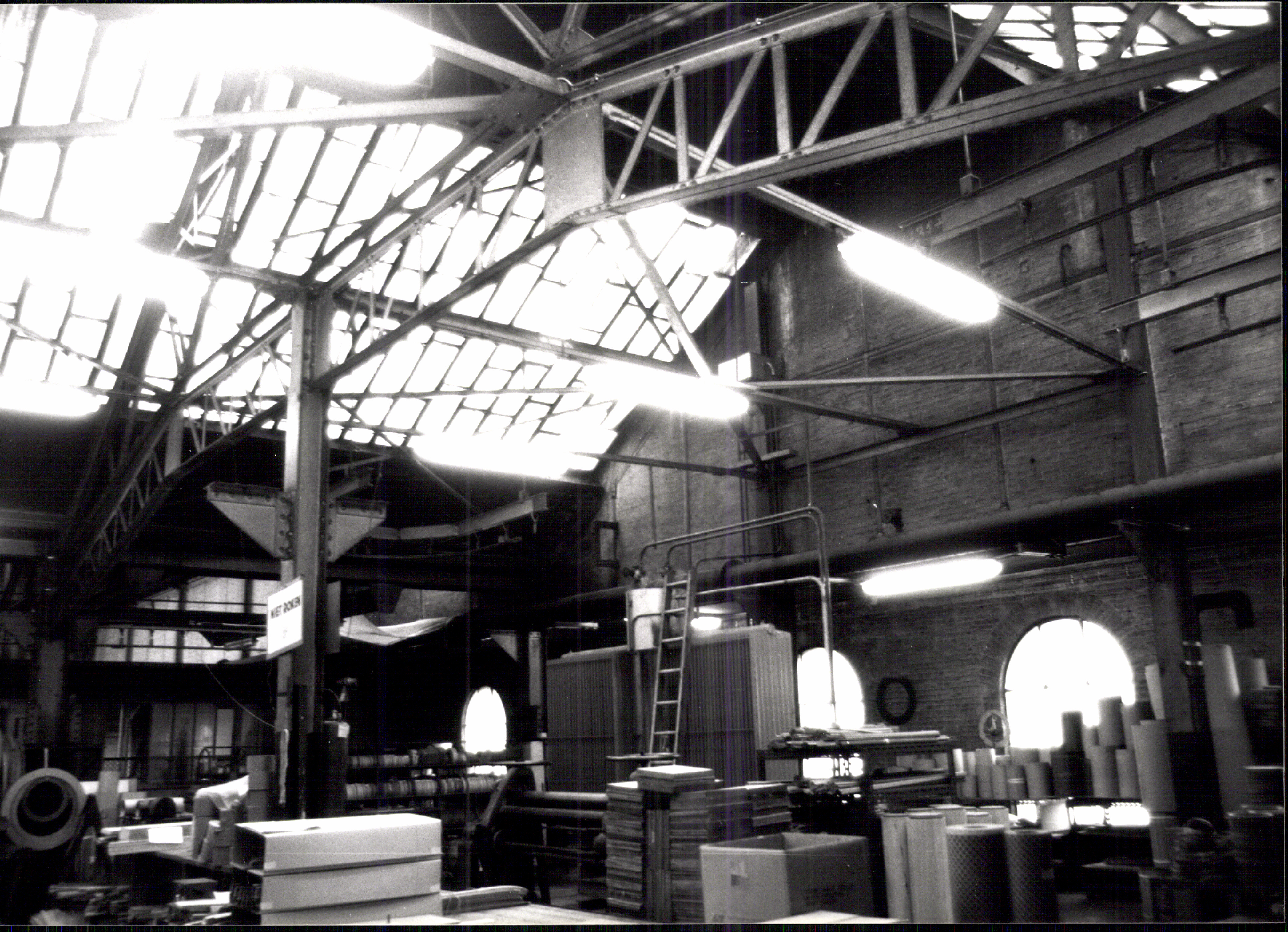
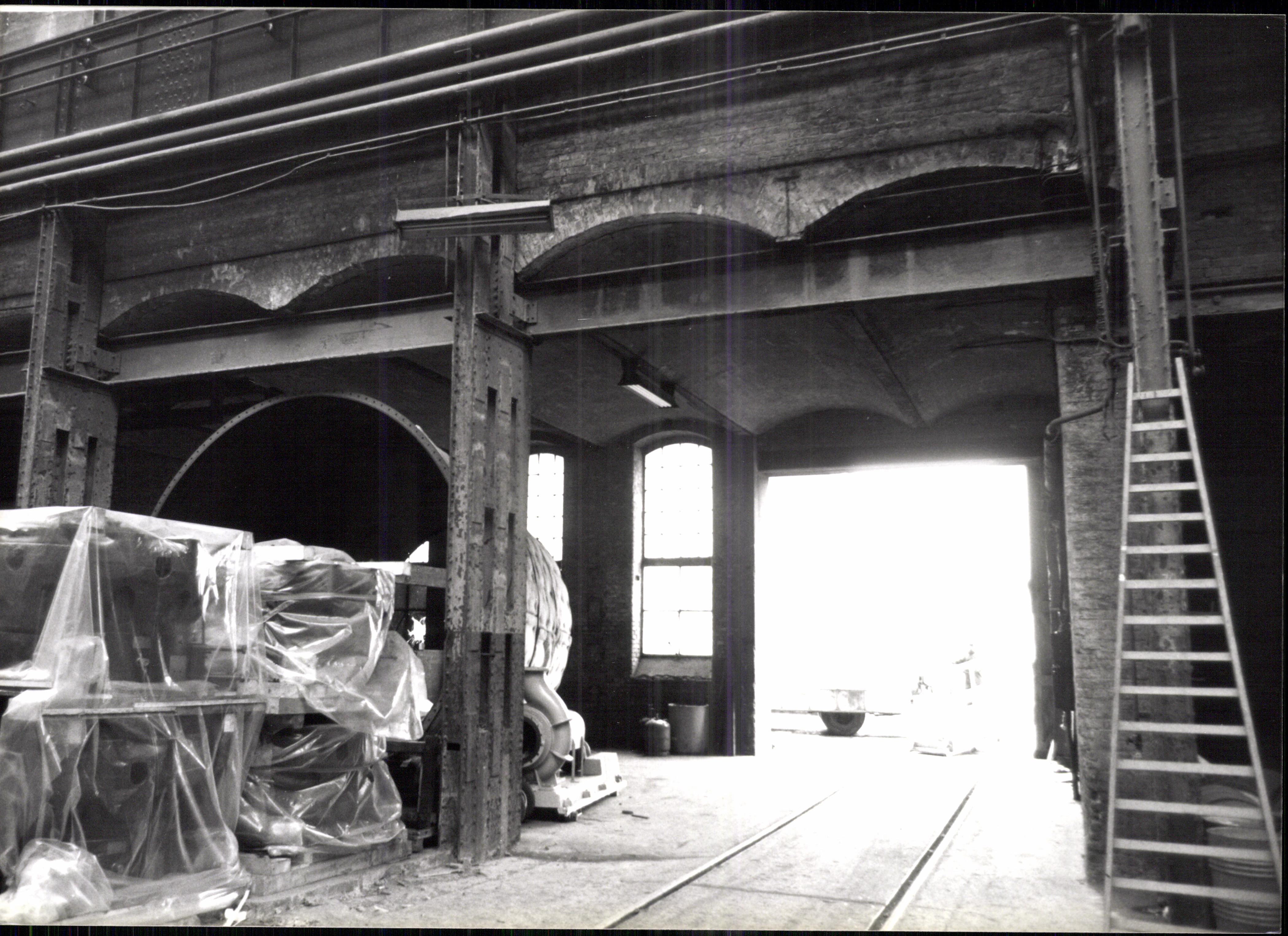